# Dudley (nome)
Dudley  è un nome proprio di persona inglese maschile.

## Origine e diffusione
Riprende il cognome inglese Dudley, derivante a sua volta da un toponimo di origine inglese antica, con il significato di "radura di Dudda" (Dudda era un epiteto inglese antico che voleva dire, forse, "rotondo").

## Onomastico
Essendo un nome adespota, ovvero non portato da alcun santo, l'onomastico può essere pertanto festeggiato il 1º novembre, giorno di Ognissanti.

## Persone

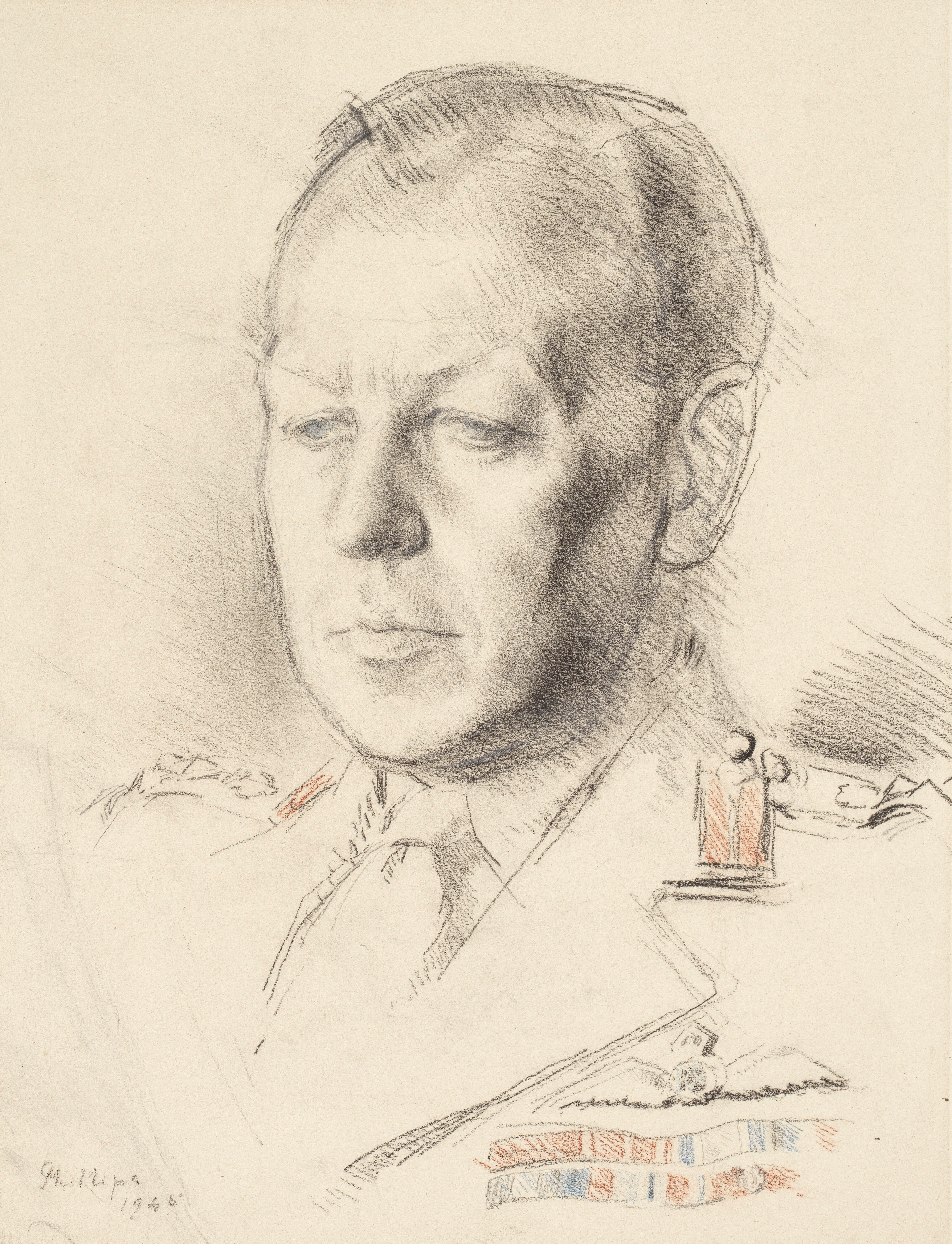
Dudley Clarke

- Dudley John Beaumont, ufficiale britannico
- Dudley Bradley, cestista e allenatore di pallacanestro statunitense
- Dudley Campbell, calciatore britannico
- Dudley Clarke, militare britannico
- Dudley Herschbach, chimico statunitense
- Dudley Moore, attore, sceneggiatore e musicista britannico
- Dudley Nichols, sceneggiatore e regista statunitense
- Dudley Pound, ammiraglio britannico

## Il nome nelle arti
- Dudley è un personaggio della serie di videogiochi Street Fighter
- Dudley Do-Right è un personaggio immaginario tratto da una famosa serie animata statunitense che ha ispirato un film del 1999.
- Dudley Dursley è un personaggio della serie di romanzi e film Harry Potter, scritti da J. K. Rowling.